# Tom Ellis
Thomas John Ellis, detto Tom (Cardiff, 17 novembre 1978), è un attore britannico.
È conosciuto principalmente per il ruolo del Re Cenred nella serie televisiva Merlin e dell'arcangelo Lucifero nella serie Lucifer.

## Biografia
Tom Ellis, figlio di Marilyn Jean e Christopher John Ellis, è nato a Cardiff, Galles, Regno Unito. Ha frequentato la High Storrs School, a Sheffield, e ha suonato il corno francese nella "City of Sheffield Youth Orchestra".
Nel 2005, la ex fidanzata Estelle Morgan mette al mondo la sua primogenita, Nora Ellis. Ellis è stato in seguito sposato, dal 2006 al 2014, con l'attrice Tamzin Outhwaite da cui ha avuto due figlie; Florence Elsie Ellis e Marnie Mae Ellis. Nel 2013 la coppia annuncia la separazione.
Il 1º giugno 2019 sposa Meaghan Oppenheimer, con la quale si frequentava dal 2016. L’8 novembre 2023 nasce la loro prima figlia insieme, Dolly Ellis-Oppenheimer 

## Carriera
Ha raggiunto la notorietà per aver recitato nel ruolo del Re Cenred nella serie televisiva Merlin nel 2010. 
Dal 2009 al 2015, ha interpretato il ruolo di Gary Preston nella sit-com britannica della BBC Miranda.
Nel 2014 ha interpretato il ruolo del medico William P. Rush, protagonista della serie televisiva Rush.
Dal 2016 al 2021 è stato il protagonista di Lucifer, serie televisiva basata sull'omonimo fumetto della casa editrice Vertigo / DC Comics in cui ha interpretato l'angelo Lucifero, noto come Lucifer Morningstar.
Nel 2019 prende parte, insieme a tutto il cast di Miranda, allo spettacolo per il 10º anniversario della serie TV, dal titolo "Miranda: 10 years of such fun", tenutosi al London Palladium.

## Filmografia

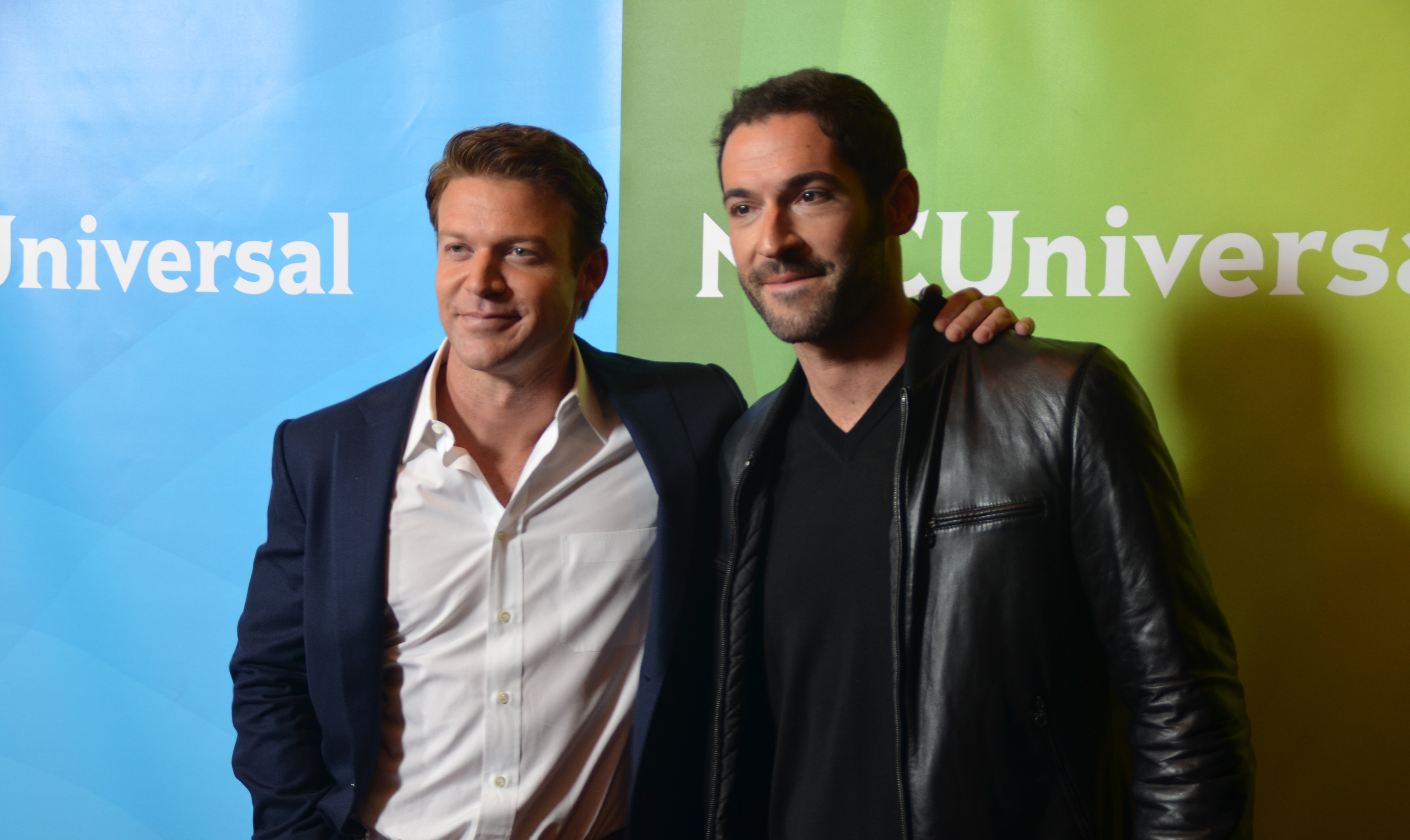
Matt Passmore e Tom Ellis

### Cinema
- High Heels and Low Lifes, regia di Mel Smith (2001)
- Buffalo Soldiers, regia di Gregor Jordan (2001)
- Il segreto di Vera Drake (Vera Drake), regia di Mike Leigh (2004)
- Non dire sì - L'amore sta per sorprenderti (The Best Man), regia di Stefan Schwartz (2005)
- Miss Conception, regia di Eric Styles (2008)
- Non è romantico? (Isn't It Romantic), regia di Todd Strauss-Schulson (2019)
- Players, regia di Trish Sie (2024)
- Il club dei delitti del giovedì (The Thursday Murder Club), regia di Chris Columbus (2025)

### Televisione
- Kiss Me Kate – serie TV, episodio 3x07 (2000)
- Jack e il fagiolo magico (Jack and the Beanstalk: The Real Story), regia di Brian Henson – film TV (2001)
- The Life and Adventures of Nicholas Nickleby, regia di Stephen Whittaker – film TV (2001)
- Nice Guy Eddie, regia di Douglas Mackinnon – film TV (2001)
- Nice Guy Eddie – serie TV, episodio 1x01 (2002)
- Wild West – serie TV, episodio 1x02 (2002)
- Linda Green – serie TV, episodio 2x06 (2002)
- Spine Chillers – serie TV, episodio 1x07 (2003)
- Pollyanna, regia di Sarah Harding – film TV (2003)
- Holby City – serie TV, episodio 5x36 (2003)
- Messiah: The Promise – miniserie TV, 2 episodi (2004)
- Twisted Tales – serie TV, episodio 1x07 (2005)
- Doctors – serial TV, puntata 7x06 (2005)
- L'ispettore Barnaby (Midsomer Murders) – serie TV, episodio 8x08 (2005)
- Waking the Dead – serie TV, episodi 5x07-5x08 (2005)
- Love Soup  – serie TV, episodio 1x05 (2005)
- ShakespeaRe-Told – miniserie TV, episodio 1x01 (2005)
- No Angels – serie TV, 4 episodi (2005-2006)
- EastEnders – serial TV, 29 puntate (2006)
- Pulling – serie TV, episodi 1x05-1x06 (2006)
- Suburban Shootout – serie TV, 8 episodi (2006-2007)
- Casualty – serie TV, episodio 21x27 (2007)
- Doctor Who – serie TV, episodio 3x13 (2007)
- Trial & Retribution – serie TV, episodi 11x05-11x06 (2008)
- The Passion – miniserie TV, 4 episodi (2008)
- Harley Street – serie TV, 5 episodi (2008)
- Masterwork, regia di Jeffrey Nachmanoff – film TV (2009)
- Monday Monday – serie TV, 7 episodi (2009)
- Miranda – serie TV, 20 episodi (2009-2015)
- Merlin – serie TV, 4 episodi (2010)
- Accused – serie TV, episodio 1x04 (2010)
- Sugartown – serie TV, episodi 1x01-1x02-1x03 (2011)
- The Fades – serie TV, 6 episodi (2011)
- Children in Need – serie TV, episodio 1x32 (2011)
- The Preston Passion, regia di Daniel Wilson – film TV (2012)
- Testimoni silenziosi (Silent Witness) – serie TV, episodi 15x11-15x12 (2012)
- Storie in scena (Playhouse Presents) – serie TV, episodio 1x10 (2012)
- Gates – serie TV, 5 episodi (2012)
- The Secret of Crickley Hall, regia di Joe Ahearne – miniserie TV, 3 episodi (2012)
- Gothica, regia di Anand Tucker – film TV (2013)
- C'era una volta (Once Upon a Time) – serie TV, episodio 2x19 (2013)
- Poirot (Agatha Christie's Poirot) – serie TV, episodio 13x03 (2013)
- Rush – serie TV, 10 episodi (2014)
- The Strain – serie TV, episodio 2x06 (2015)
- Lucifer – serie TV, 93 episodi (2016-2021)
- The Flash – serie TV, episodio 6x09 (2019)
- Exploding Kittens – serie animata (2024) – voce
- Tell Me Lies – serie TV, 8 episodi (2024)
- Washington Black, regia di Maurice Marable, Wanuri Kahiu e Rob Seidenglanz – miniserie TV (2025)

## Doppiatori italiani
Nelle versioni in italiano delle opere in cui ha recitato, Tom Ellis è stato doppiato da:
- Riccardo Scarafoni in Lucifer, Non è romantico?, The Flash, Tell Me Lies, Washington Black
- Francesco Prando in Doctor Who, Merlin
- Gabriele Lopez in Miss Conception
- Francesco Bulckaen in C'era una volta
- Riccardo Rossi in Rush
- Emiliano Coltorti in The Strain
- Jacopo Venturiero in Players
- Sergio Lucchetti in Poirot

Da doppiatore è sostituito da:
- Gabriele Lopez in Exploding Kittens